# Blepephaeus nigrofasciatus
Blepephaeus nigrofasciatus är en skalbaggsart som beskrevs av Pu 1999. Blepephaeus nigrofasciatus ingår i släktet Blepephaeus och familjen långhorningar. Inga underarter finns listade.